# 出家詐欺
出家詐欺（しゅっけさぎ）とは、出家すれば戸籍の名前を法名に変更できる仕組みを悪用し、多重債務者を出家させて別人に仕立て上げ、金融機関から住宅ローンをだまし取る詐欺。改名詐欺とも呼ばれる。

## 概要

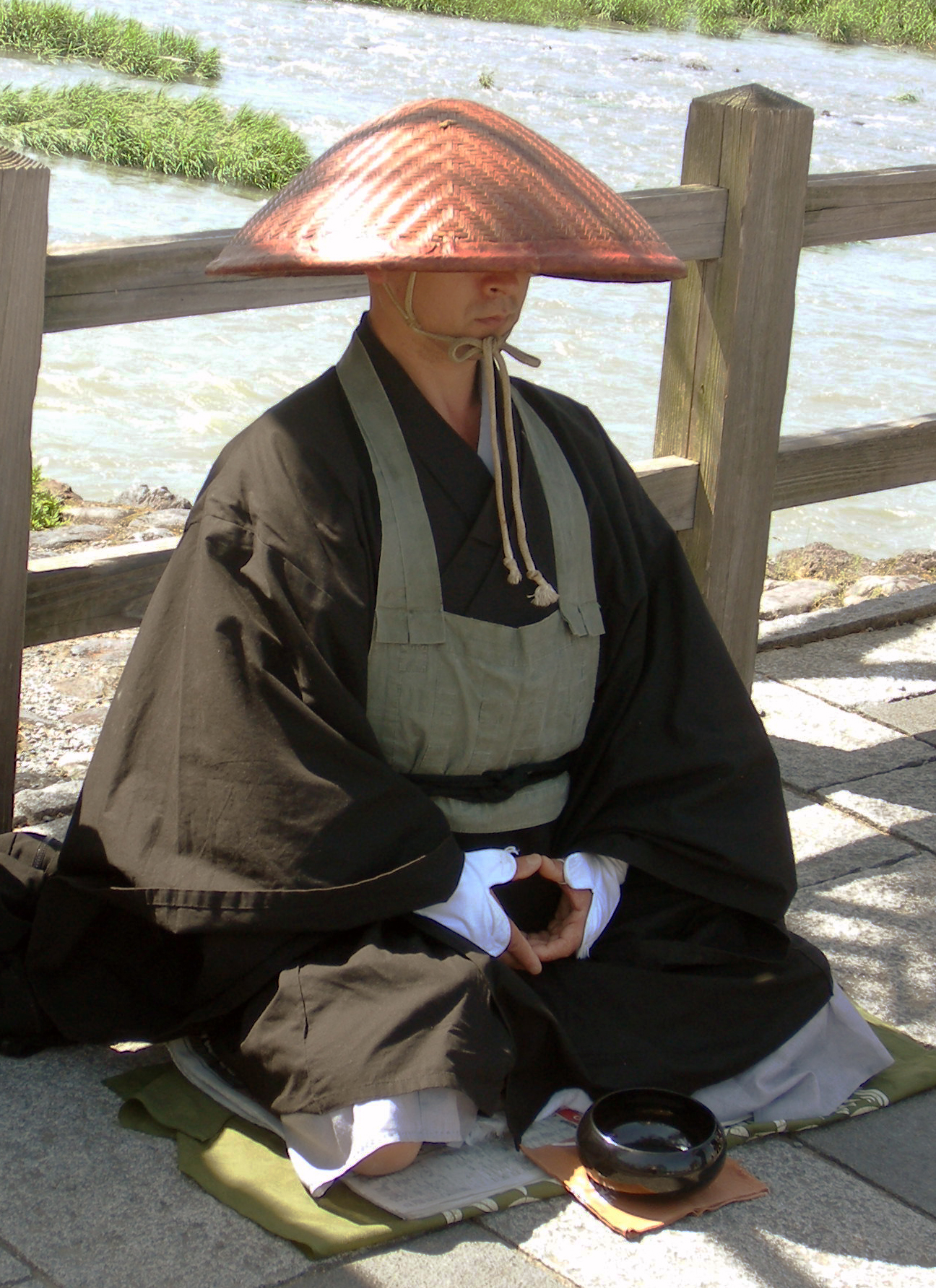
出家した僧侶（参考画像）

宗教法人を舞台にした新手の詐欺で、2014年5月14日放送のNHK「クローズアップ現代」にて広く知られるようになった。仏教で出家すれば戸籍の名前を変更できる仕組みを悪用し、多くの多重債務者を出家させて多額の住宅ローンを金融機関などからだまし取る手口だが、その背景には経営難に苦しむ宗教法人の現状があった。現在インターネット上にも、出家をあっせんするホームページが複数存在する。最近では、暴力団排除の流れが進む中で、新たな資金源を求める暴力団関係者も、出家の仕組みを悪用し、名前を変えることで一般人を装い表のビジネスに進出しつつある。

## 事例
- 滋賀県大津市の住職は、計4件の詐欺で1億3千万円をだまし取ったとして2013年に逮捕（7月22日 京都府警）、起訴された。詐欺グループが多額の負債を抱えていた住職に目を付け詐欺計画を持ち込み、多重債務者に得度を受けさせていた。事情に詳しい人物は、寺院は檀家を何百人も持ってはおらず、寺院経営だけで生活するのは苦しいと証言した。一方、多重債務者には、協力すれば借金を帳消しにすると持ちかけていた。得度の実態は、1日だけ白い法衣を着せ、10分間お経を読み、さも何年か修行したように見えるように座って写真を撮るだけであった。その後、僧侶として法名を与えられた多重債務者に、住職が作成した得度を証明する書類と写真を添付し家庭裁判所で戸籍の名前を変えさせていた。手続きは形式的な審査でわずかな時間で終わった。戸籍上の名を変えた多重債務者は別人になりすまし、さらに偽造した源泉徴収票を使いローンをだまし取っていた。チェックが甘い背景には、出家して仏門に入るという神聖な行為であるために、悪用されないだろうという性善説に立っている現状がある。また、金融機関側は個人情報保護が厳しくなる世間の流れの中で身元を詳しく調べることに慎重になっており、こうした事情を逆手に取った巧妙な犯罪である[1]。